# St. Michael (Violau)

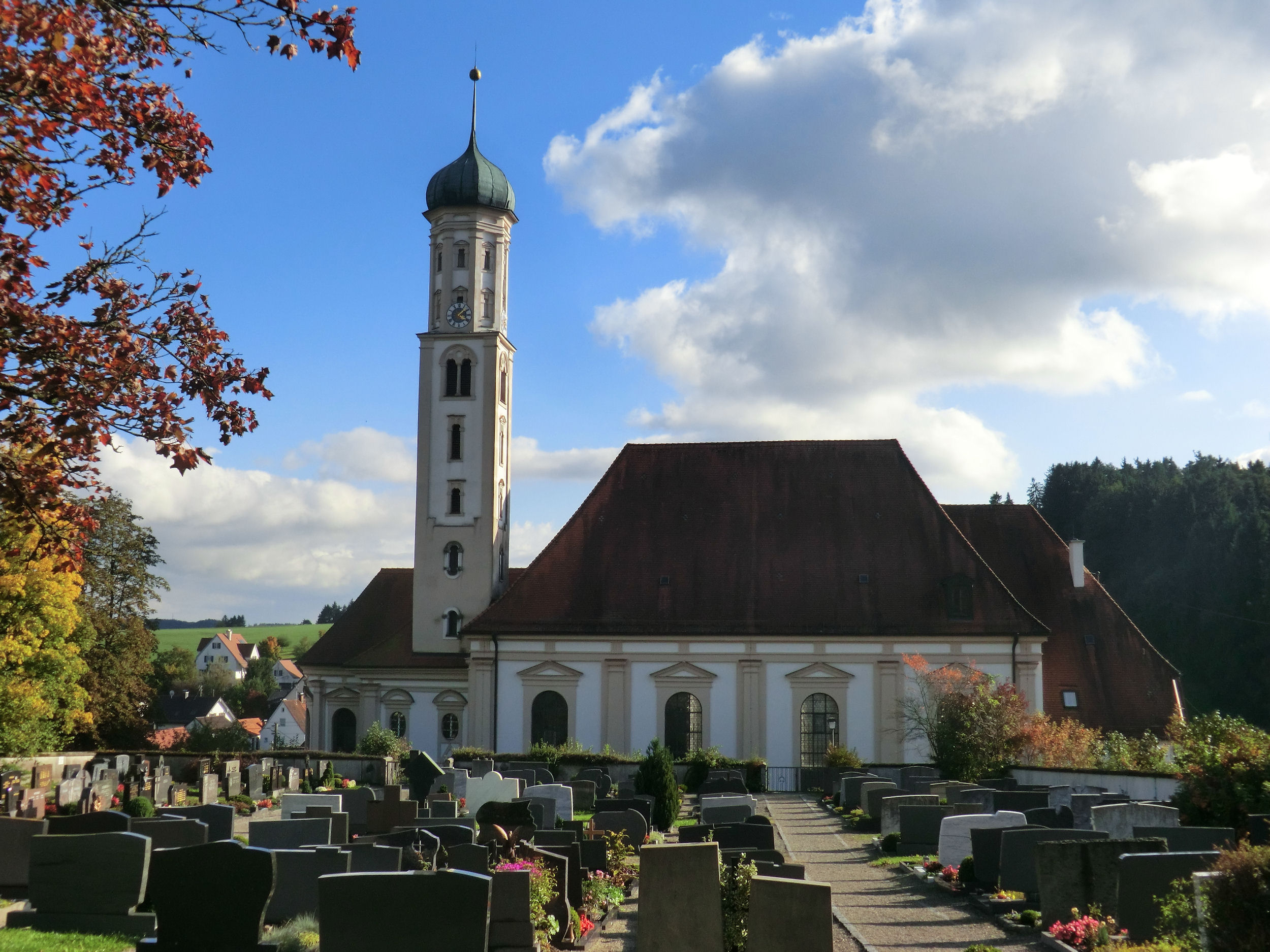
Pfarr- und Wallfahrtskirche St. Michael

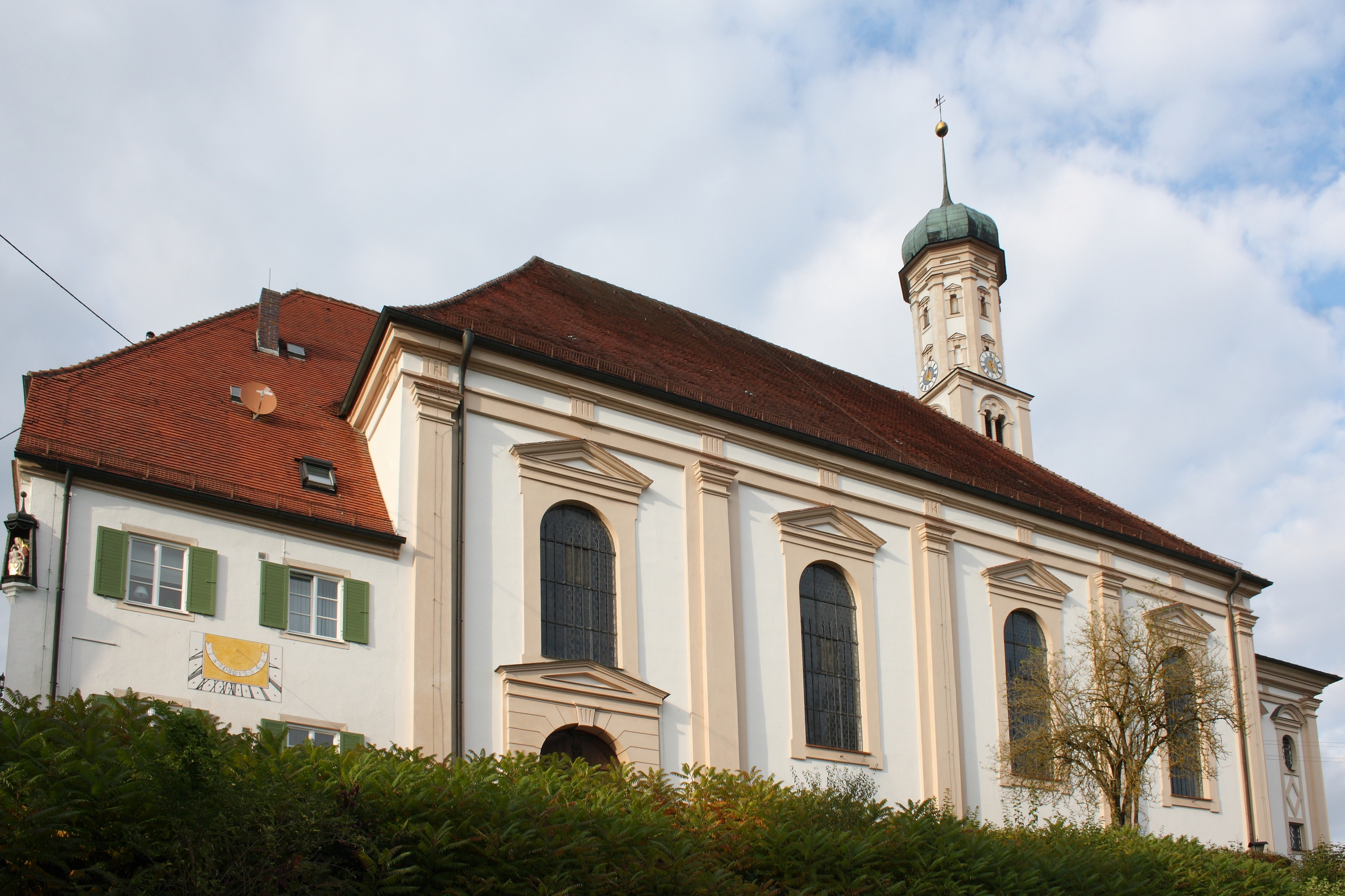
Ansicht von Süden

Die römisch-katholische Pfarr- und Wallfahrtskirche St. Michael in Violau, einem Ortsteil von Altenmünster im Landkreis Augsburg im bayerischen Regierungsbezirk Schwaben, war bereits im 15. Jahrhundert Ziel einer Wallfahrt. Die heutige Kirche wurde zu Beginn des 17. Jahrhunderts auf den Grundmauern einer romanischen Säulenbasilika errichtet und in der Mitte des 18. Jahrhunderts im Stil des Rokoko umgestaltet. Den Stuckdekor schuf Franz Xaver Feuchtmayer (1698–1763/64) aus der Wessobrunner Schule, die Deckenfresken führte Johann Georg Dieffenbrunner (1718–1785) aus. Die Kirche gehört zu den geschützten Baudenkmälern in Bayern.

## Geschichte

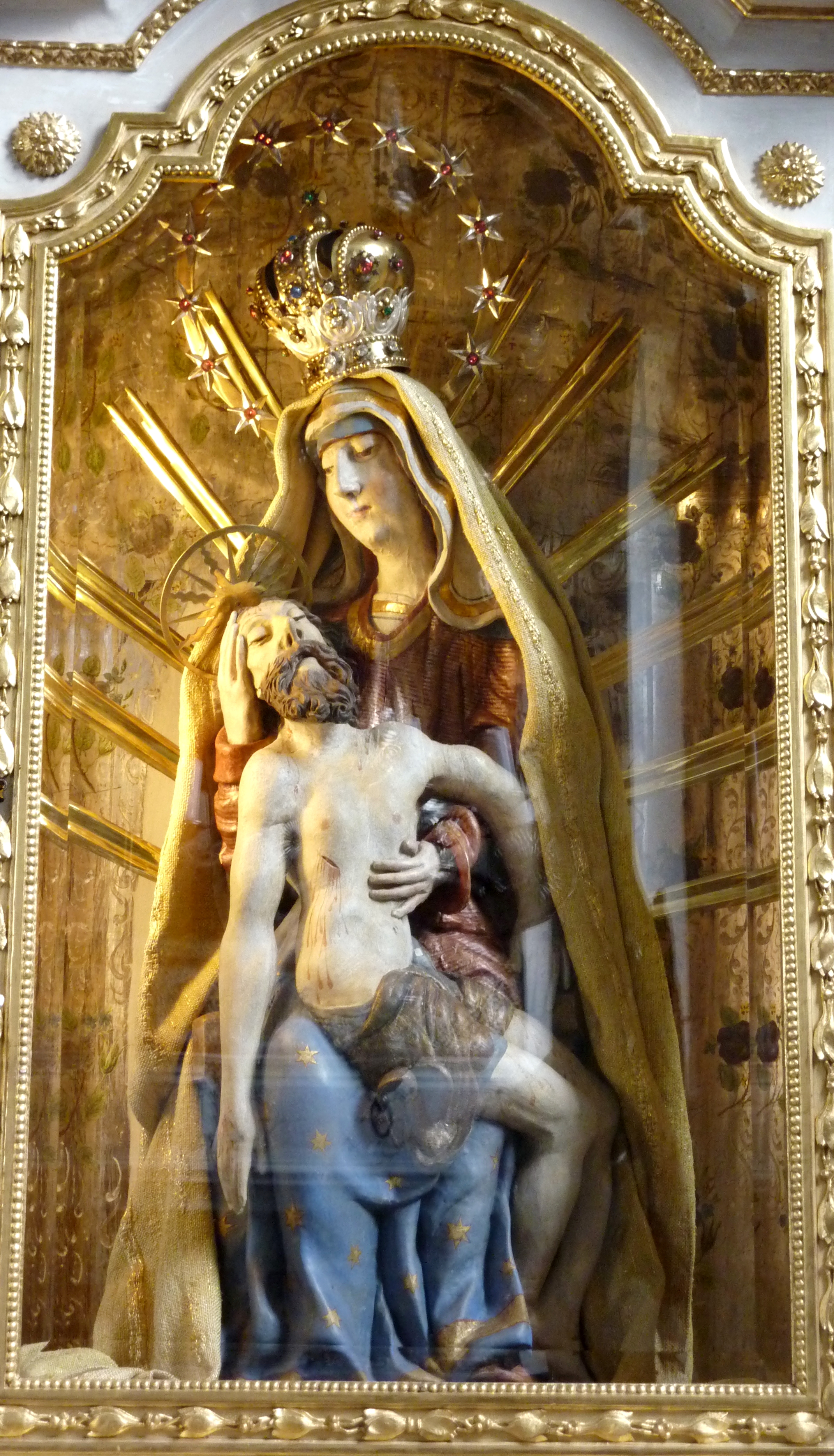
Gnadenbild von 1688

Bei Ausgrabungen im Jahr 1936 stieß man auf die Überreste einer dreischiffigen, romanischen Säulenbasilika aus der ersten Hälfte des 12. Jahrhunderts, die fast genauso breit und nur wenig kürzer als die heutige Kirche war. Vermutlich sollte bei der dem Erzengel Michael geweihten Kirche ein Kloster entstehen, ein Vorhaben, das jedoch nicht verwirklicht wurde. 1281 wird der Ort als Heselinbach oder Heszilinbach erstmals in einer Schenkungsurkunde erwähnt. 1282 verkaufte Fraß von Wolfsberg Heselbach bei Munstern an das Zisterzienserinnenkloster Oberschönenfeld, das von 1262 bis 1313 das gesamte Pfarrgebiet von Altenmünster erwarb.
Für das Jahr 1466 ist eine Marienwallfahrt nach Violau erstmals urkundlich belegt. Man nimmt an, dass die Zisterzienserinnen von Oberschönenfeld die Wallfahrt nach Violau förderten. Die erste große Wallfahrt fand 1555 statt. Damals kamen 700 Pilger aus Augsburg nach Violau, um Verschonung vor der Pest zu erbitten.
Im Jahr 1617 beschloss die Äbtissin Susanne Willemayr den Neubau der Kirche. Mit den Bauarbeiten betraute sie den Maurermeister David Hebel und dessen Bruder Georg sowie den Zimmermeister Jeremias Negelin. Im gleichen Jahr wurde der Grundstein gelegt, und 1620 fand unter dem Augsburger Weihbischof Peter Wahl die Weihe der neuen Kirche statt. Ab 1657 betreuten zwei Zisterzienserpatres aus dem Kloster Kaisheim die Wallfahrt. Für die von weither kommenden Pilger richtete man 1683 eine Herberge ein, die 1986/1989 durch das Pfarr- und Wallfahrtsheim Haus Nazareth ersetzt wurde. Das noch heute verehrte Gnadenbild kam im Jahr 1688 in die Kirche. Im 17. und 18. Jahrhundert erlebte die Wallfahrt ihre Blütezeit. In den Jahren 1751 bis 1757 wurde wohl unter der Leitung von Johann Georg Hitzelberger (1714–1792) der Innenraum der Kirche im Stil des Rokoko umgestaltet.
Infolge der Säkularisation und der Auflösung des Reichsstifts Kaisheim und des Klosters Oberschönenfeld im Jahr 1802/1803 wurde die Wallfahrt eingestellt. Wertvolle Messgewänder und liturgisches Gerät wurden zur Versteigerung nach Zusmarshausen gebracht. Der Abbruch der Kirche konnte nur verhindert werden, indem die Gemeinden Unterschöneberg und Neumünster das Gebäude für 2000 Gulden dem Staat abkauften. 1820 wurde die Wallfahrt wieder aufgenommen und das 1805 entfernte Gnadenbild kehrte in die Kirche zurück. 1844 wurde Violau zur selbständigen Pfarrei erhoben.

## Name
Der Name Violau taucht erstmals im Jahr 1346 auf, als Neumünster gegründet und diesem das Gebiet der Violau zugeteilt wurde. Violau bedeutet Veilchenau und bezieht sich auf viola clementiae („Veilchen der Güte“), das als ein Mariensymbol verehrt wird.

## Architektur

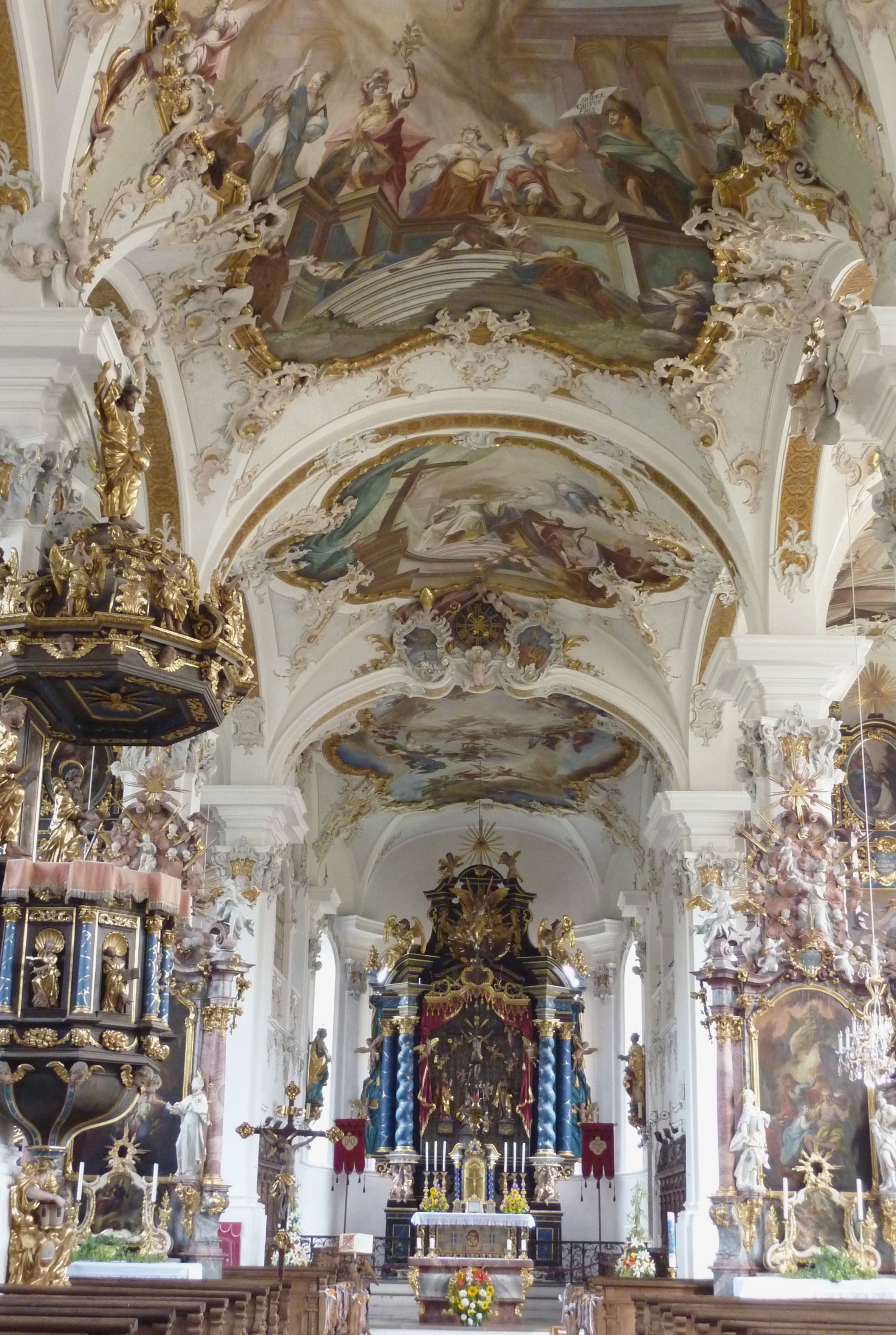
Blick zum Chor

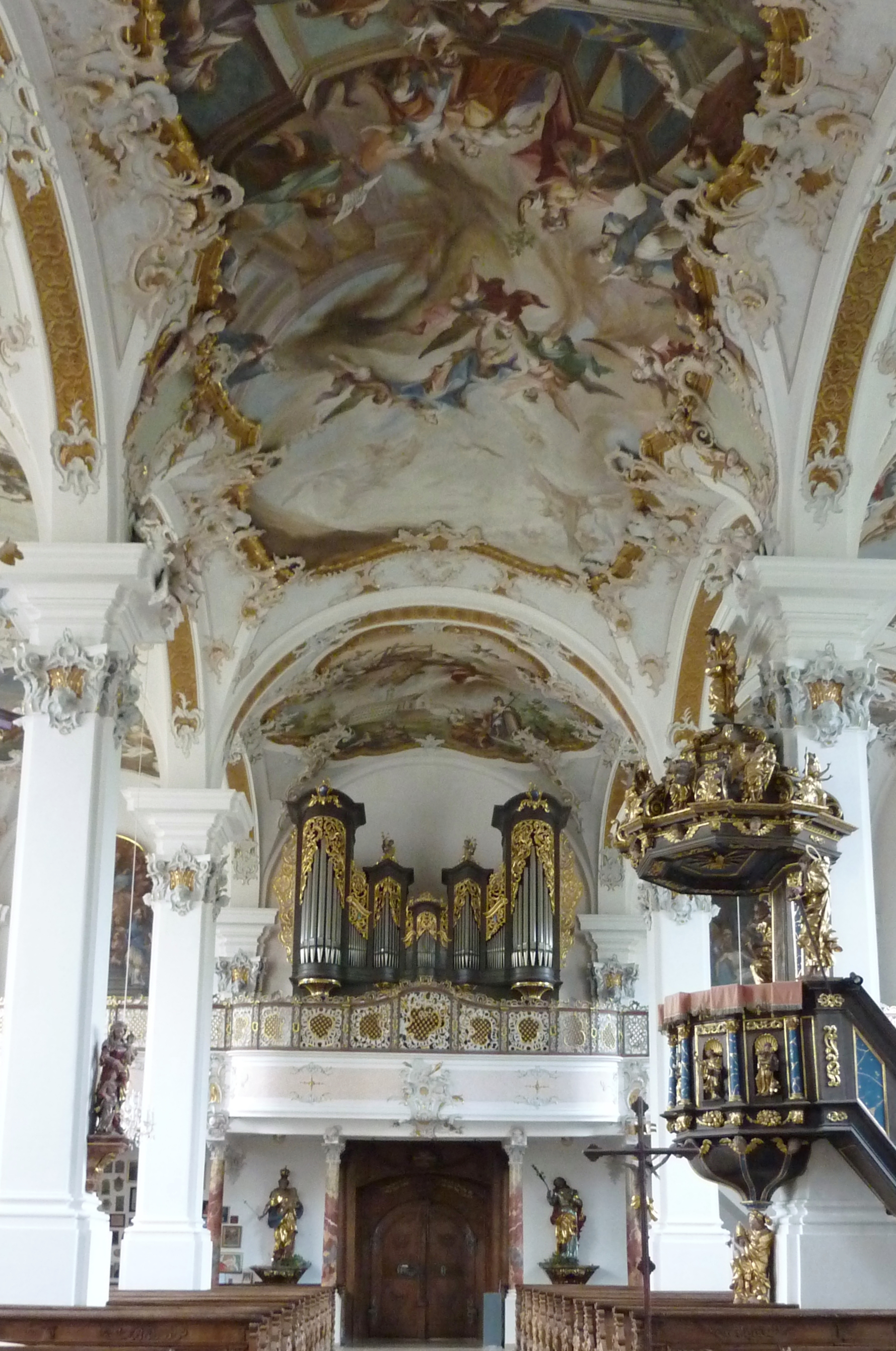
Blick zur Empore

### Außenbau
Im nördlichen Chorwinkel erhebt sich der 47 Meter hohe Turm. Dessen siebenstöckiger, quadratischer Unterbau trägt einen zweigeschossigen, oktogonalen Aufbau. Die unteren Teile des Turms gehen auf die romanische Vorgängerkirche zurück; die beiden oberen mit einer Zwiebelhaube gedeckten Geschosse wurden 1625 von Georg Meitinger aufgebaut. Unterbau und Oktogon sind durch Eckpilaster verstärkt und werden von zahlreichen Fensteröffnungen durchbrochen.
Die Außenwände von Langhaus und Chor gliedern große Rundbogenfenster und Pilaster mit schlichten Kapitellen. Die Fensterumrahmungen werden von Dreiecksgiebeln bekrönt. Unter dem Dachansatz verläuft ein breites, mit Triglyphen besetztes Gesims.

### Innenraum
St. Michael ist eine dreischiffige, in vier Joche gegliederte Hallenkirche. Der Innenraum ist durch Pilaster und Pfeiler unterteilt. Der eingezogene, halbrund geschlossene Chor wird wie die beiden mittleren Hauptschiffjoche von einem flachen Tonnengewölbe mit Stichkappen gedeckt. Den westlichen Abschluss des Langhauses bildet eine von vier schlanken Säulen getragene Empore. Diese hat eine geschweifte Brüstung, deren oberer Abschluss mit einem kunstvoll geschnitzten Holzgitter im Stil des Rokoko versehen ist.

## Deckenbilder

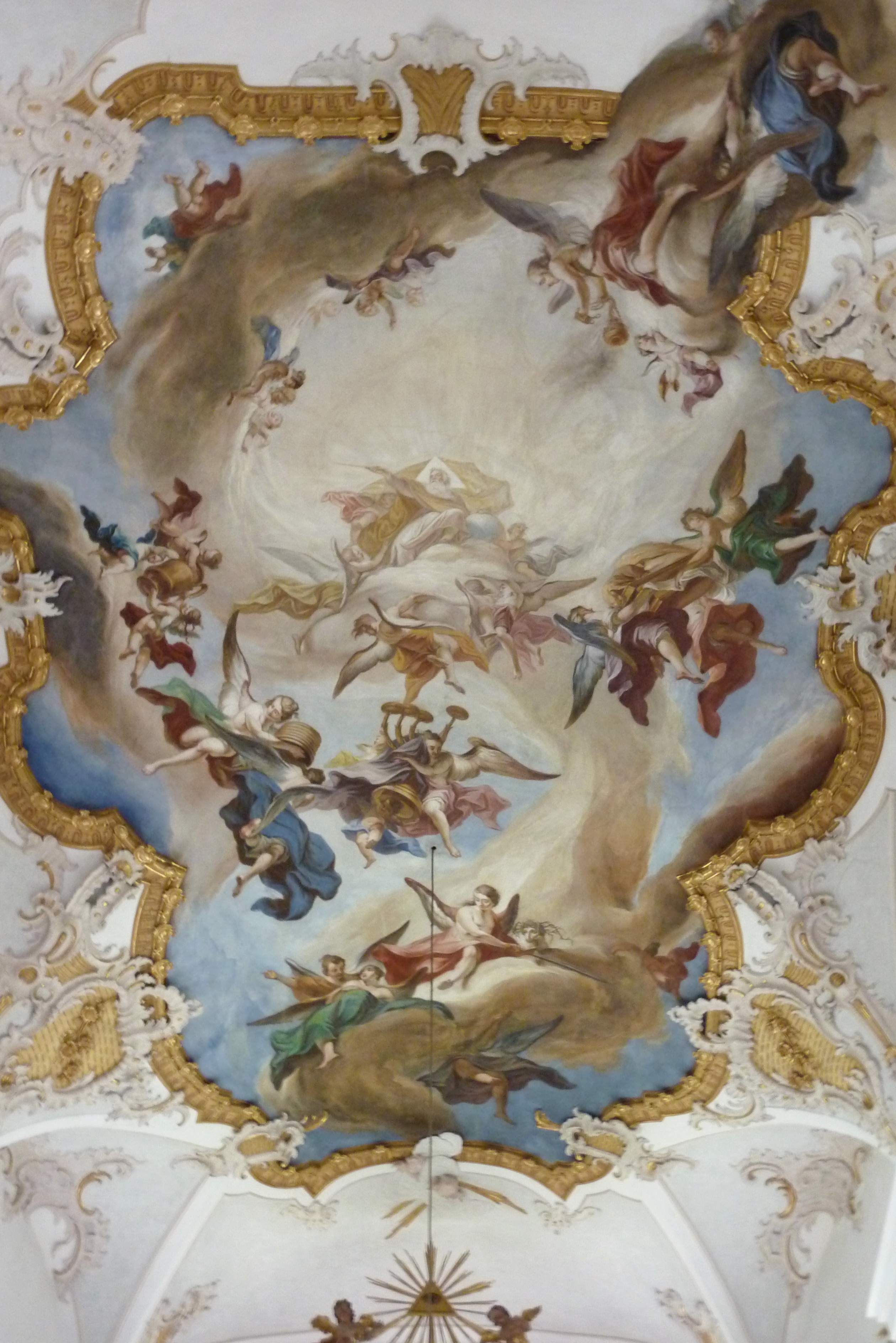
Chorfresko

Die Deckenfresken entstanden 1751. Sie sind ein Frühwerk des aus Mittenwald stammenden Malers Johann Georg Dieffenbrunner. Das Chorfresko stellt in der Mitte die Verherrlichung Gottvaters und an den Seiten die Opfer Abels, Abrahams und Melchisedechs dar.
Am Chorbogen befinden sich an beiden Seiten einer Uhr zwei von Stuckkartuschen gerahmte Wappen. Links befindet sich das Wappen von Cölestin I. Meermoos, von 1739 bis 1771 Abt des Klosters Kaisheim; rechts jenes von Cäcilia Wächter, Äbtissin des Klosters Oberschönenfeld von 1742 bis 1767.
Das Fresko vor dem Chorbogen vereint zwei Legenden aus dem Leben des heiligen Bernhard von Clairvaux. Nach der Lactatio-Legende soll der Heilige aus der Brust Mariens einen Milchstrahl empfangen haben. Nach einer anderen Legende soll er durch das Blut, das aus der Seitenwunde Jesu strömte, gestärkt worden sein.
Das große Deckenfresko des Mittelschiffs ist Maria, der Trösterin der Betrübten und Mittlerin aller Gnaden gewidmet. Am unteren Bildrand kauern ein Kranker, ein Gefesselter, Arme und Verzweifelte. Die Figuren in der Mitte symbolisieren die Sieben Gaben des Heiligen Geistes: Frömmigkeit (mit gefalteten Händen), Rat (mit Spiegel), Einsicht (Adler), Weisheit (Schlange), Stärke (mit Schild), Erkenntnis (mit Weltkugel), Gottesfurcht (umgestoßener Korb). Die Szene ist in eine monumentale Scheinarchitektur eingebettet.
Das Fresko über der Orgelempore stellt die Herzen Jesu (Vgl. Heiligstes Herz Jesu) und Marias in der sogenannten Gnadenkelter dar. Das Herz Jesu wird von einem Kreuz und das Herz Marias von einem Schwert durchbohrt. Darunter ist das Kloster Oberschönenfeld dargestellt, über dem ein Füllhorn ausgeschüttet wird. Die beiden weiblichen Figuren sind Personifikationen des Vertrauens (mit einem Schiff in den Händen) und der Festigkeit (mit einer Hellebarde).

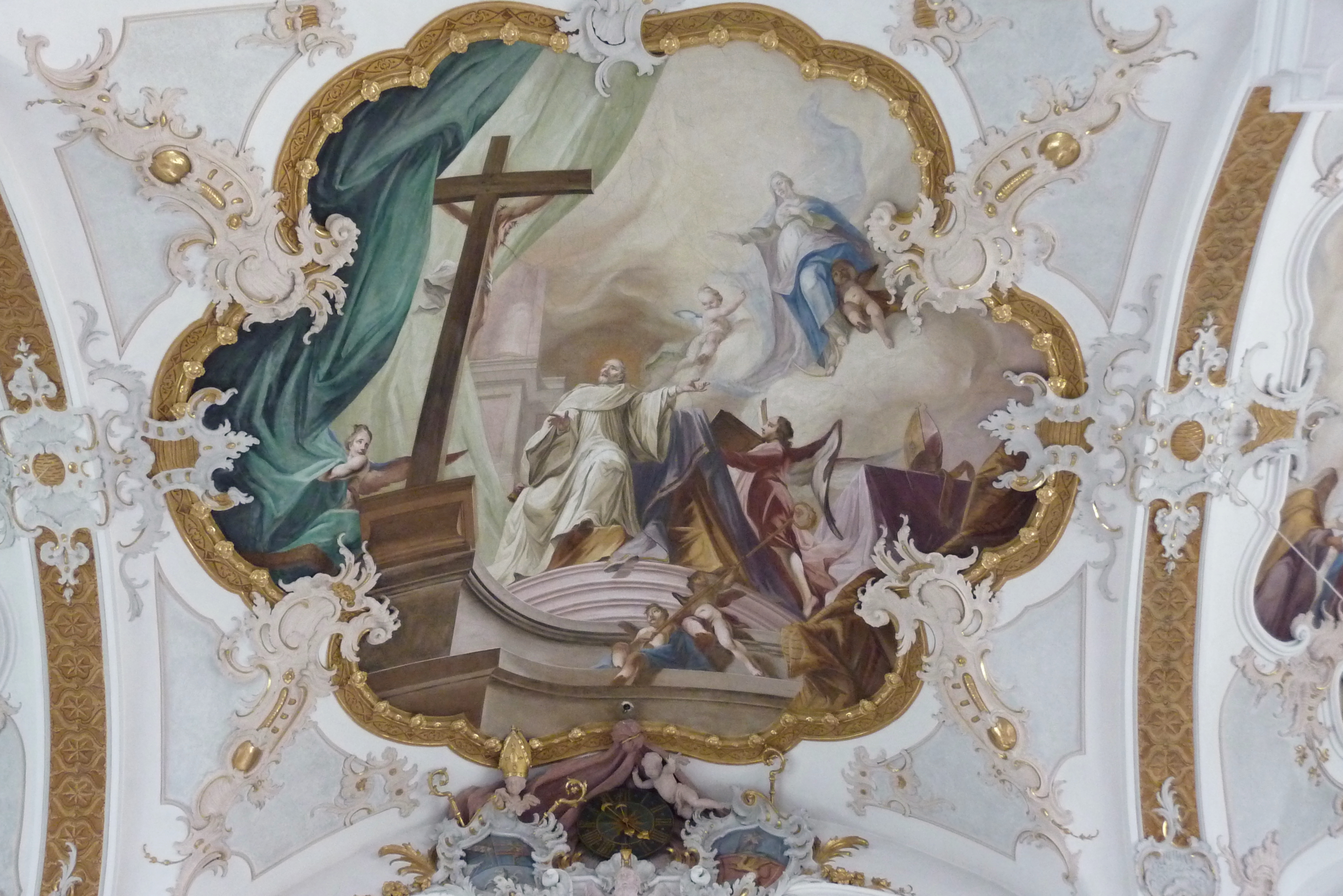
Bernhard von Clairvaux
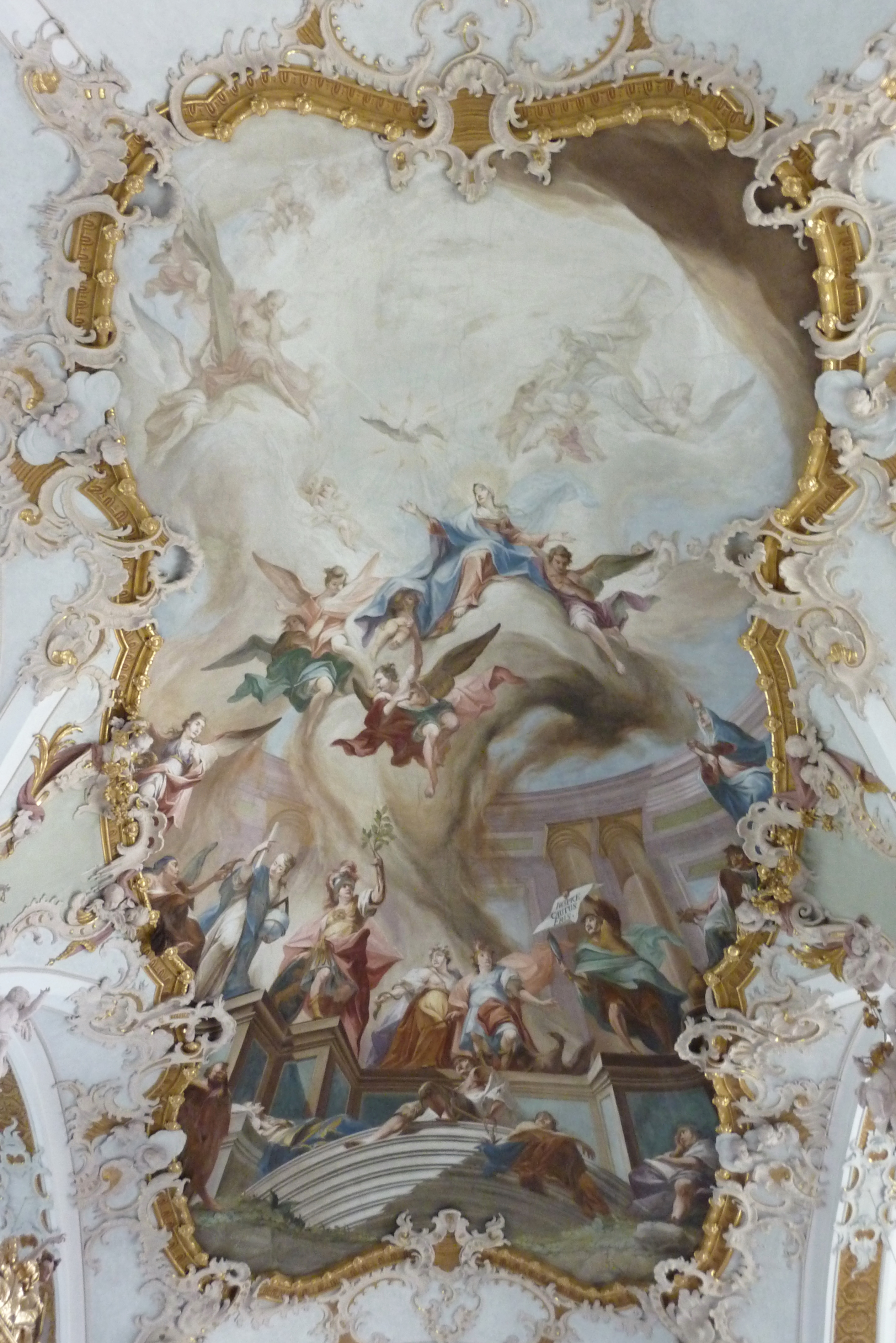
Maria als Mittlerin aller Gnaden
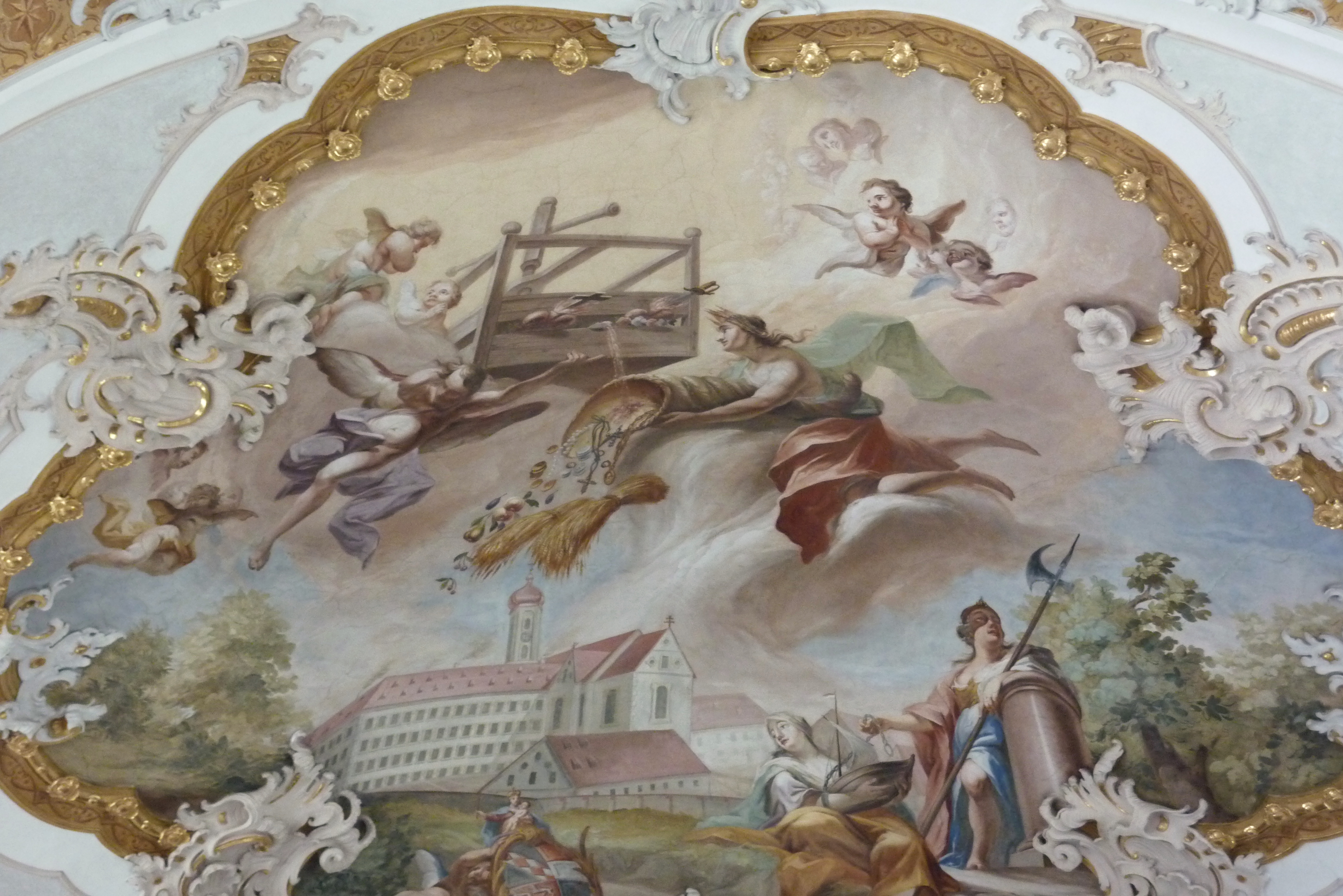
Gnadenkelter

Die Fresken der Seitenschiffe haben die Sieben Schmerzen Mariens zum Thema. Da es Platz für acht Fresken gibt, wird dem Zyklus das Motiv der Vorhersage der Schmerzen Mariens durch den greisen Simeon vorangestellt. Es folgen die Szenen der Präsentation Jesu im Tempel, der Flucht nach Ägypten, der Suche nach dem zwölfjährigen Jesus im Tempel, der Begegnung Jesu mit Maria auf dem Kreuzweg, der Kreuzigung, der Kreuzabnahme und der Grablegung Jesu.

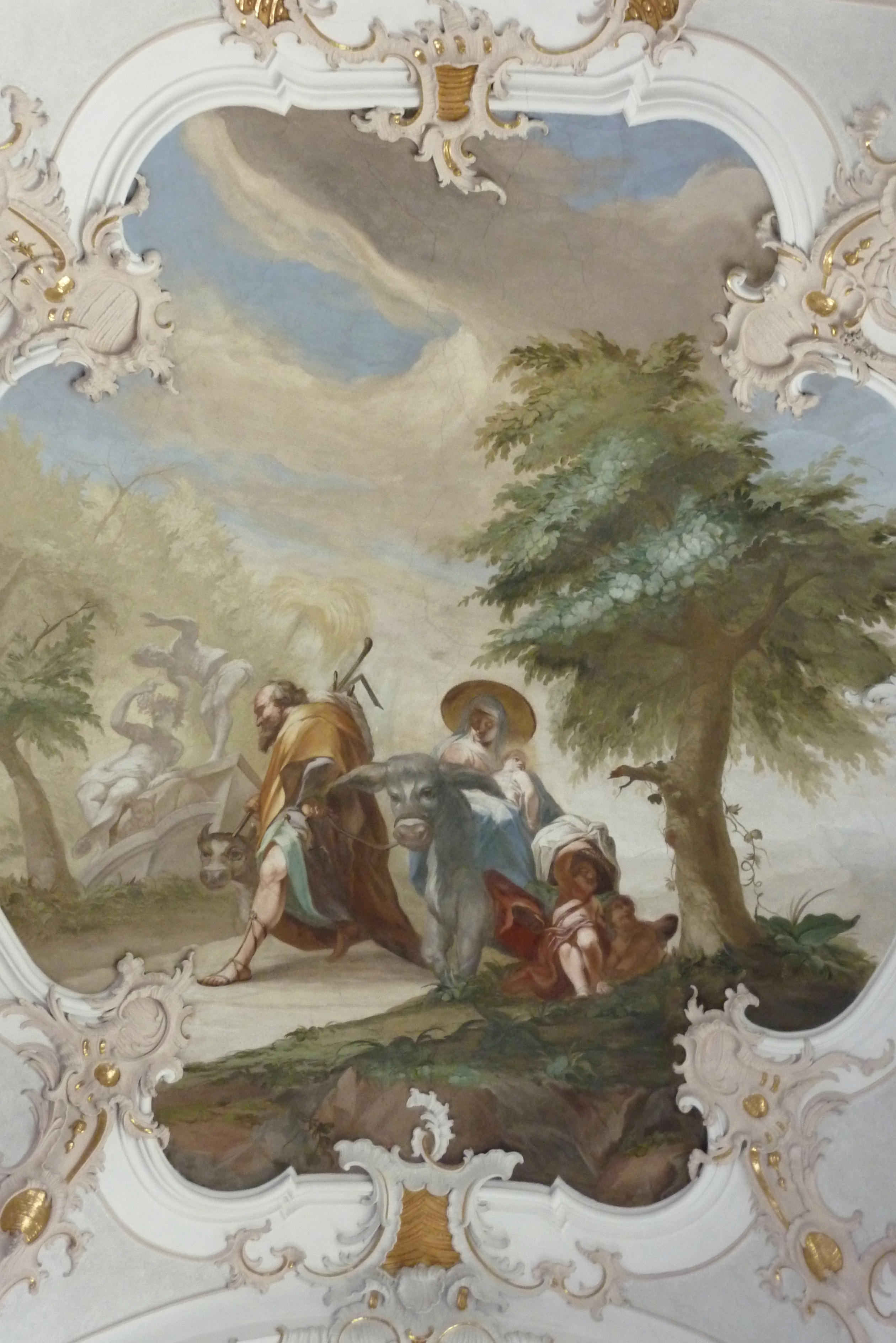
Flucht nach Ägypten
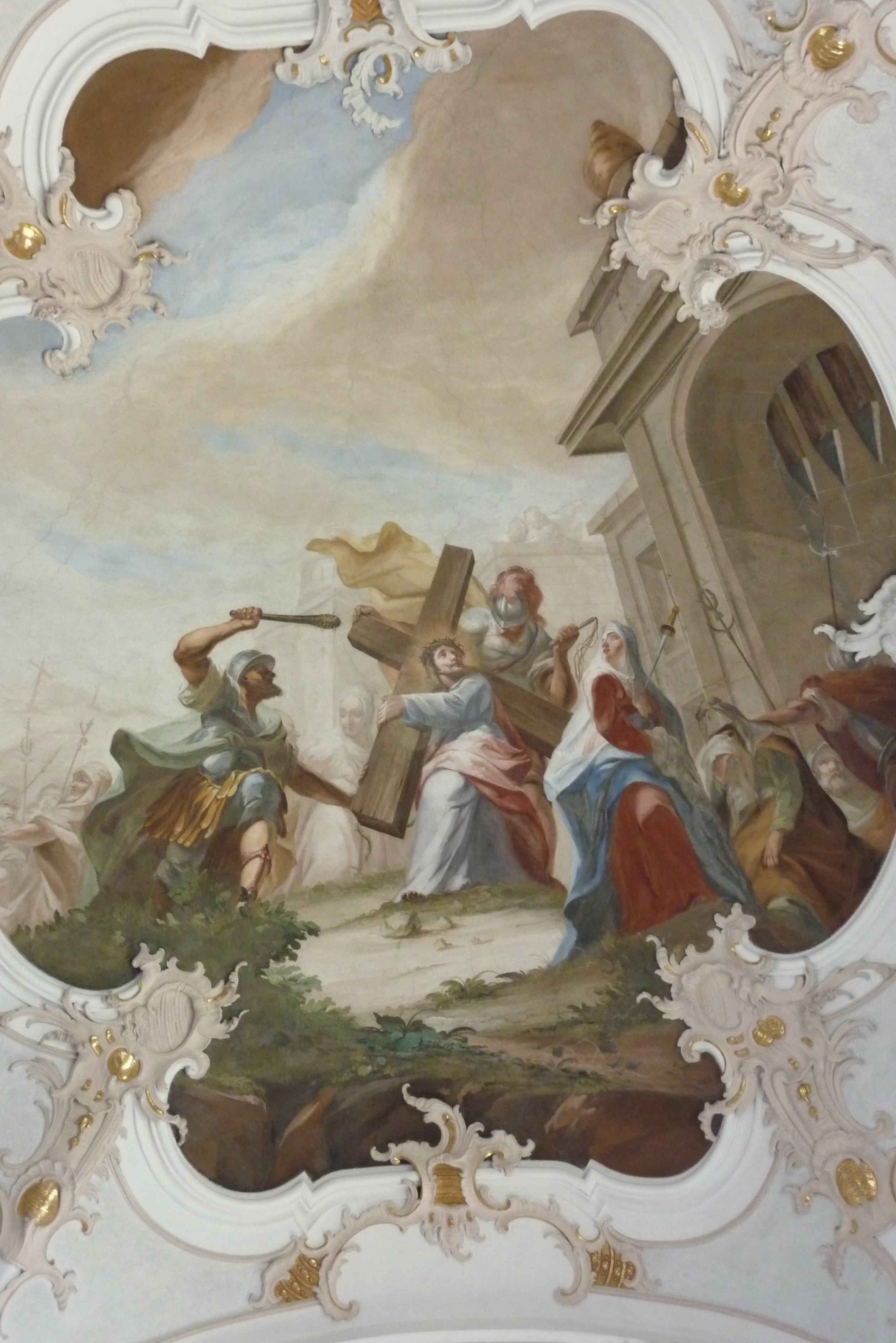
Jesus begegnet seiner Mutter
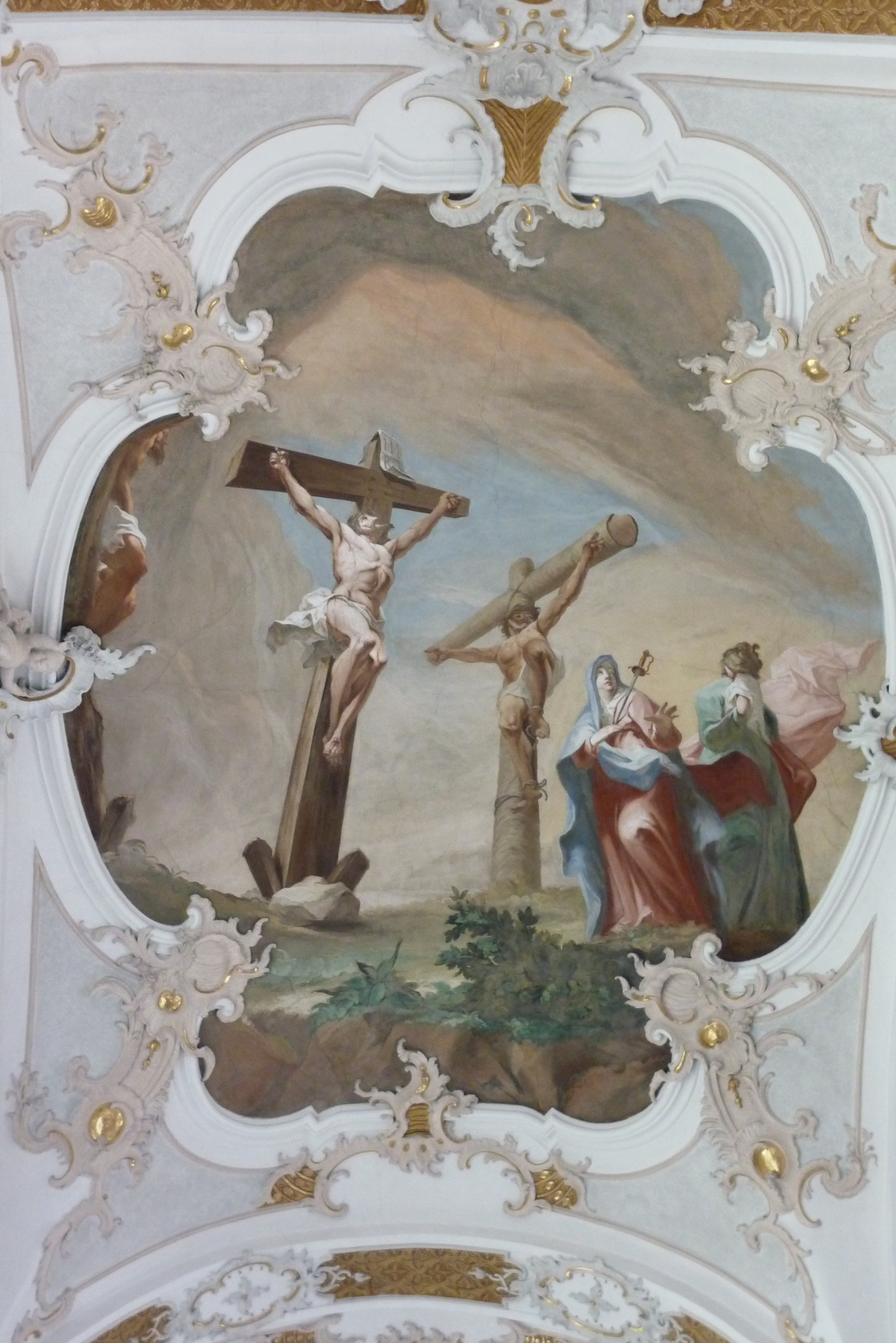
Kreuzigung

## Ausstattung

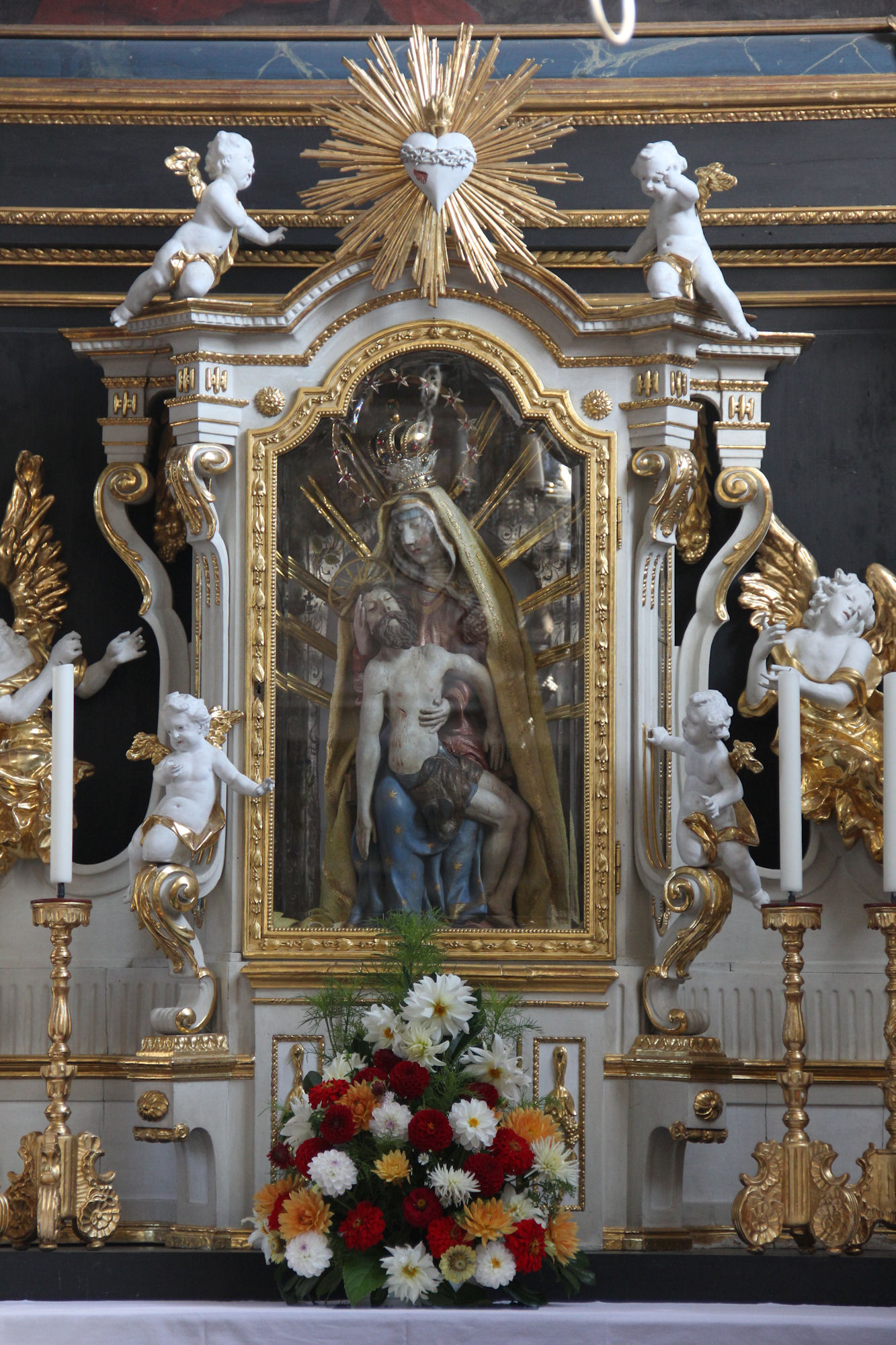
Seitenaltar mit Pietà

### Altäre
- Der Hochaltar wurde um 1698/1705 geschaffen. Die geschnitzte Kreuzigungsgruppe aus der Zeit um 1750 wurde vielleicht von Johann Michael Fischer ausgeführt.
- Die Seitenaltäre wurden um 1706 eingebaut. Der linke Altar ist dem heiligen Josef geweiht. Der rechte Altar birgt das Gnadenbild, eine Pietà, die 1688 in Anlehnung an das erste, im 13. Jahrhundert entstandene Vesperbild geschaffen wurde.
- Die beiden Pfeileraltäre, der Dreikönigsaltar (links) und der St.-Anna-Altar (rechts), stammen von 1760/1763. Die Altarbilder wurden 1760 von Johann Joseph Anton Huber ausgeführt. Der Skulpturenschmuck ist ein Werk von Johann Michael Fischer. Die Figuren des linken Altars stellen den heiligen Wendelinus und den heiligen Franz Xaver und im Auszug die heilige Ottilia dar. Die Figuren des rechten Altares stellen den heiligen Sebastian und den heiligen Rochus, im Auszug den heiligen Antonius von Padua dar.
- Im linken Seitenschiff steht der Tragaltar der Rosenkranzbruderschaft von 1750 mit den Skulpturen Marias, des heiligen Dominikus und der heiligen Katharina von Siena.

### Kanzel

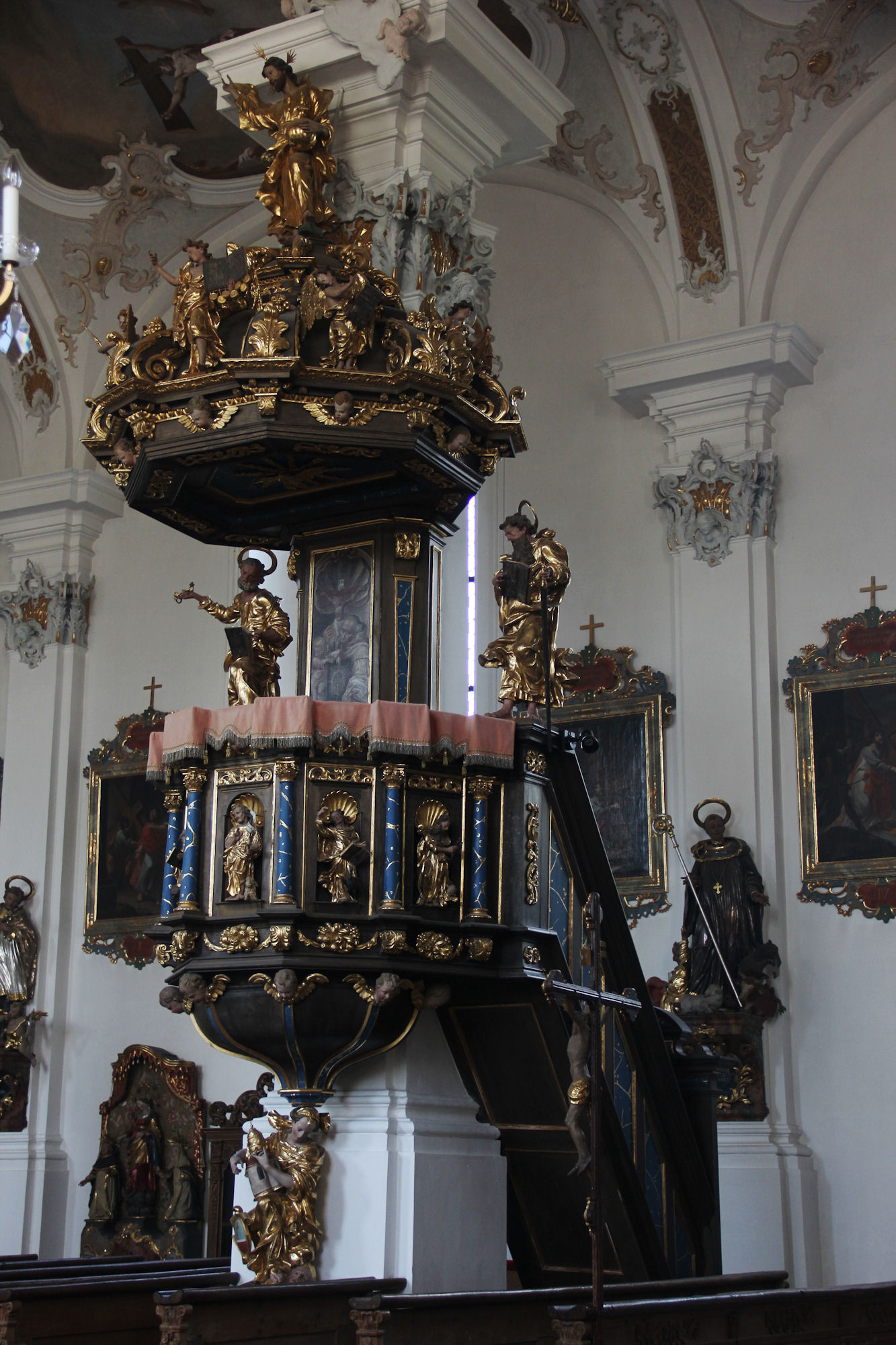
Kanzel

Die Kanzel stammt von 1686. Der Kanzelkorb ist mit den Statuetten der vier Evangelisten und des Johannes des Täufers besetzt. Seitlich auf der Brüstung stehen Figuren der Apostel Petrus und Paulus. Den Schalldeckel zieren Engel mit den Attributen des Jüngsten Gerichts. Auf dem Schalldeckel steht eine Heilandsfigur. Die Skulptur des Kanzelfußes ist eine allegorische Darstellung der Kirche. Auf dem Wappen befindet sich die Inschrift „MHAZO“, die auf Maria Hildegardis Äbtissin zu Oberschönenfeld verweist.

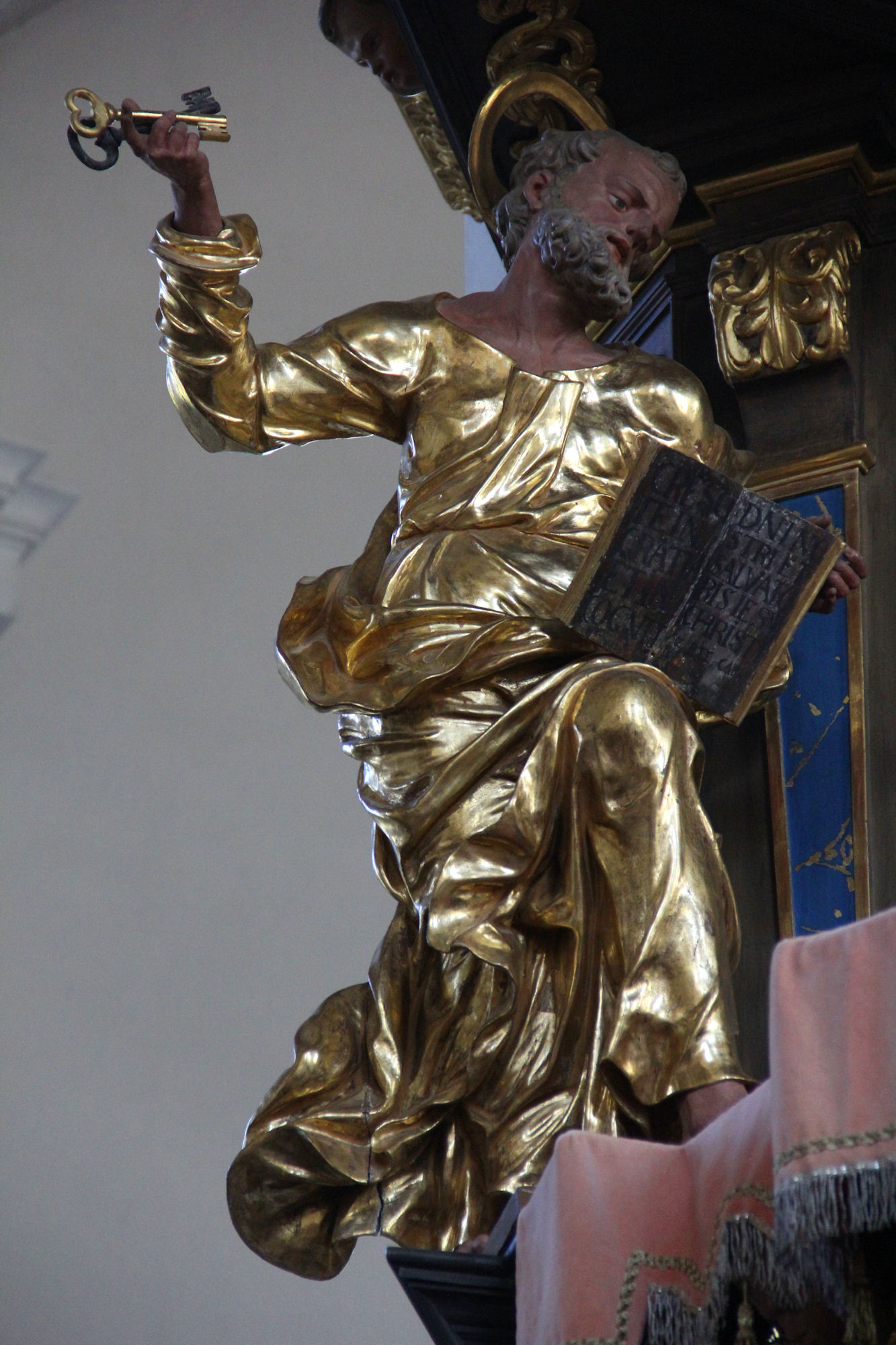
Apostel Petrus
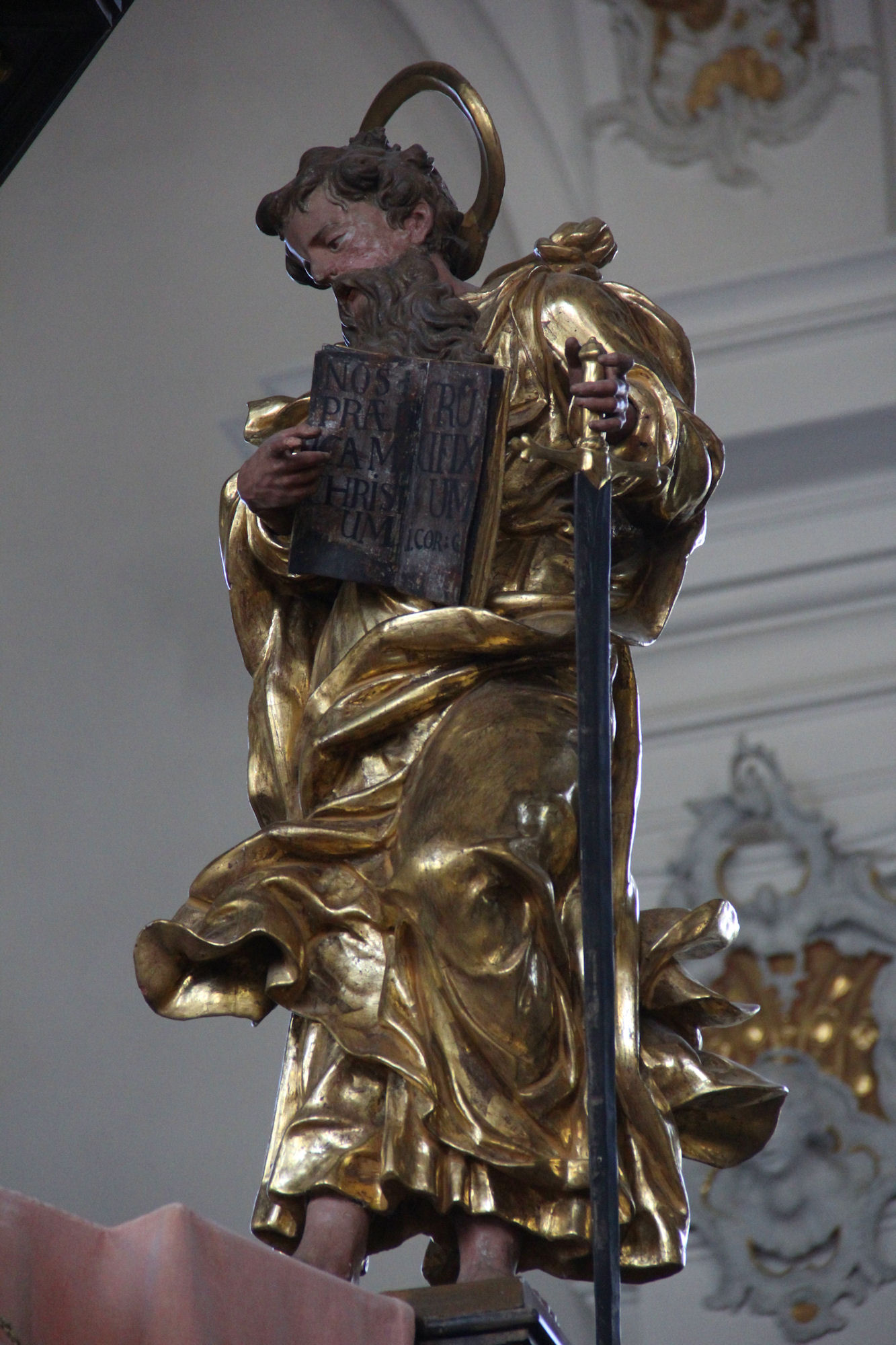
Apostel Paulus
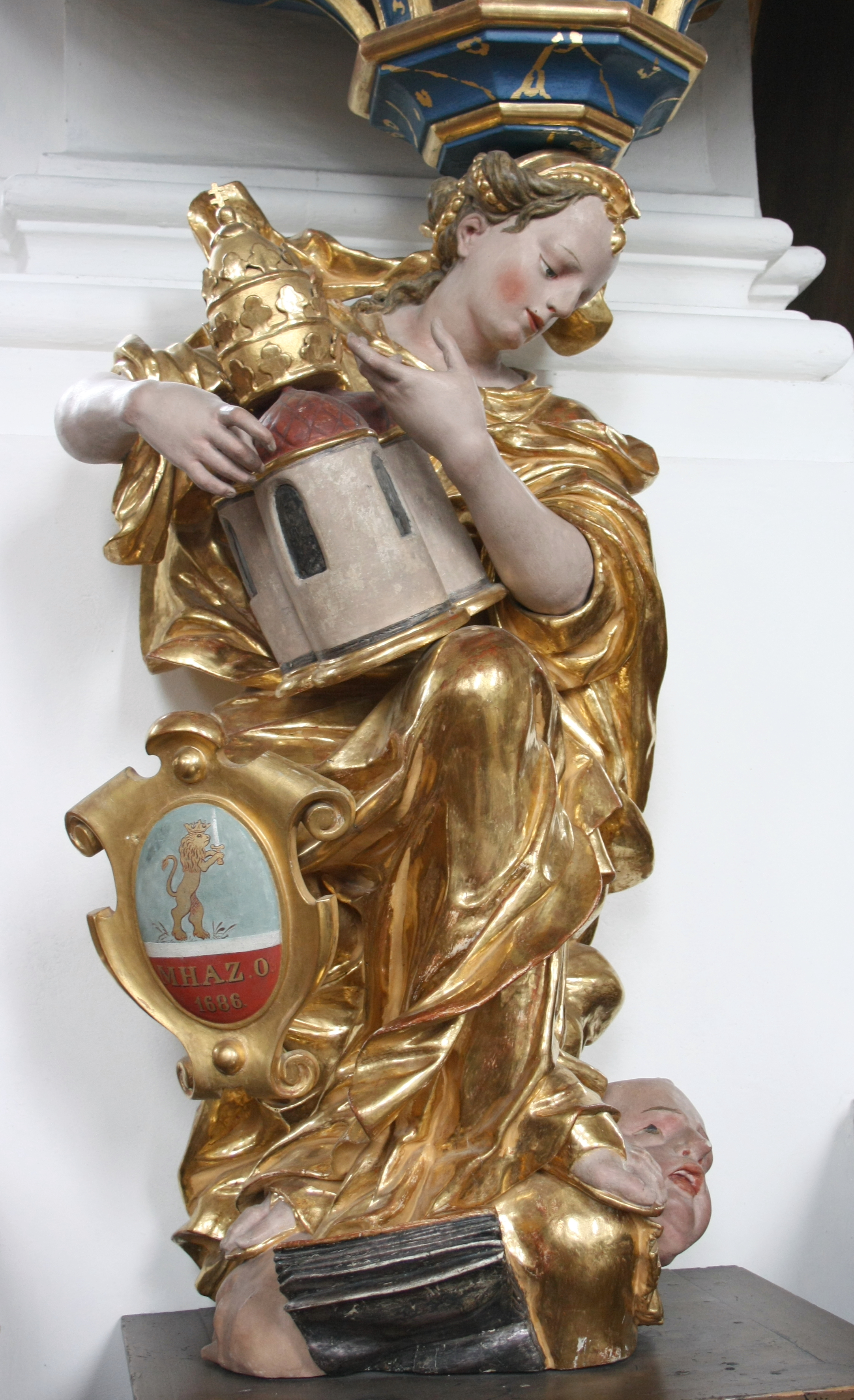
Kanzelfuß

### Skulpturen und weitere Ausstattung
- In einem Schrein neben dem linken Seitenaltar wird als Haupt des Johannes des Täufers eine spätgotische Skulptur aus der Zeit nach 1550 aufbewahrt.[5]
- Die Skulpturengruppe der Anna selbdritt, gegenüber der Kanzel, ist eine Arbeit aus der Zeit um 1710, wird Stephan Luidl zugeschrieben.
- Die beiden Skulpturen Marias und des heiligen Josef, seitlich des Westportals, wurden um 1720 geschaffen. Sie stammen aus dem abgebrochenen Kloster Fultenbach.
- Die Skulpturen des heiligen Bernhard von Clairvaux, des heiligen Leonhard von Limoges, des heiligen Johannes Nepomuk, des heiligen Franz Xaver, des heiligen Sebastian und des heiligen Antonius im Langhaus werden der Werkstatt von Stephan Luidl zugeschrieben und um 1730/1740 datiert.
- Die Kreuzwegbilder wurden 1755 von einem unbekannten Maler ausgeführt.
- Aus der Zeit um 1700 stammen die Beichtstühle, die Kirchenbänke (1698) und das Chorgestühl sowie die holzgeschnitzte Tür des Westportals (1699/1700).

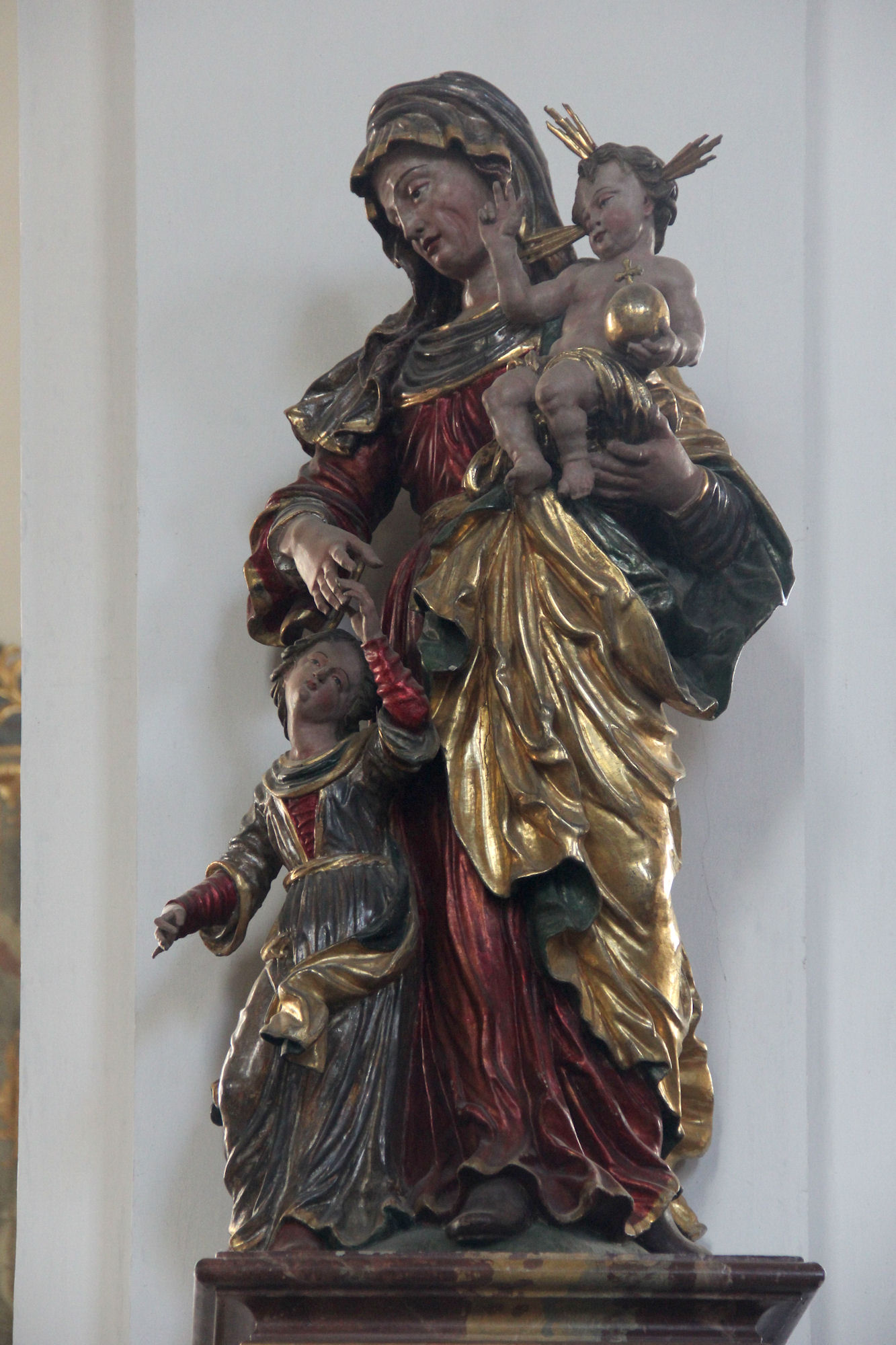
Anna selbdritt
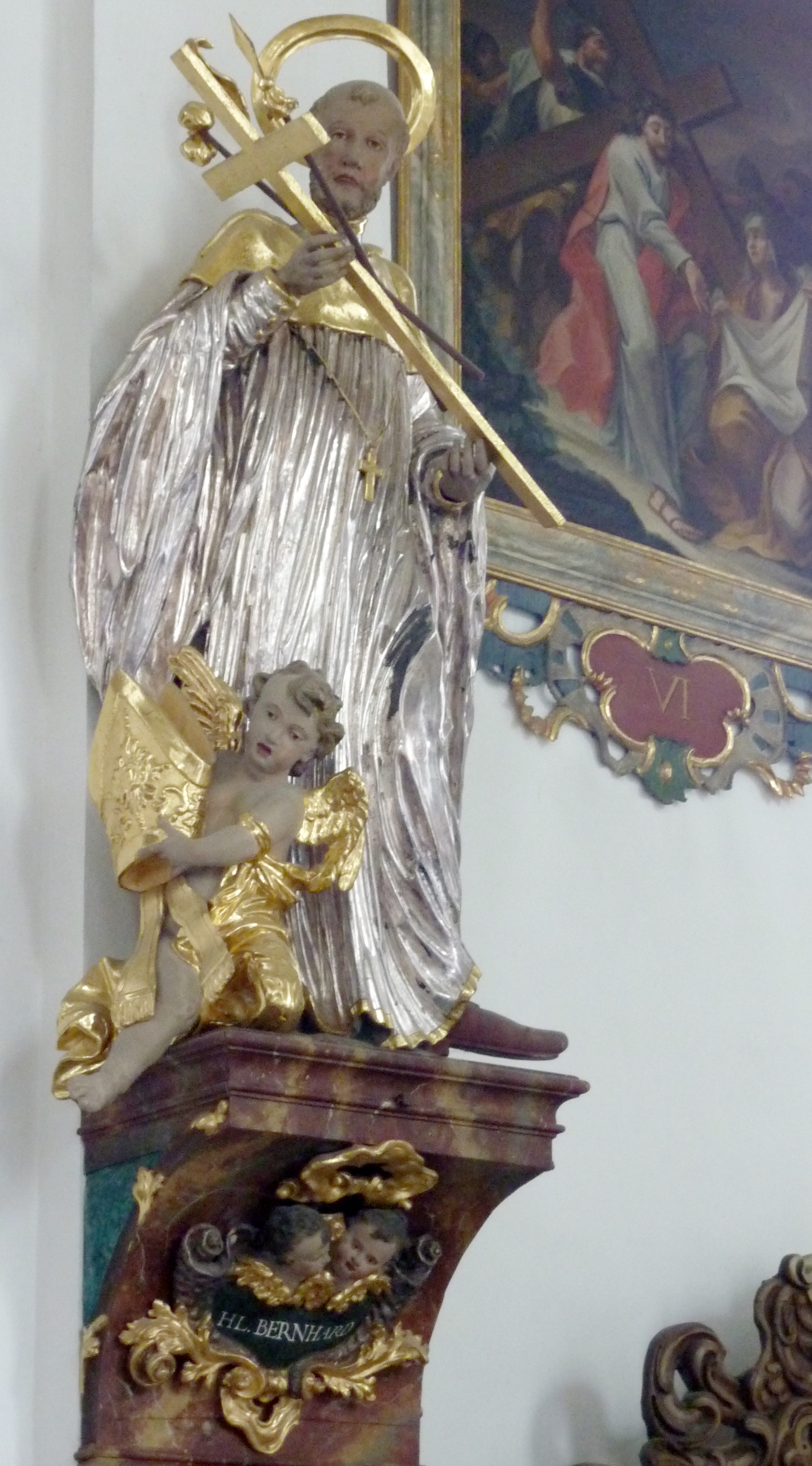
Bernhard von Clairvaux
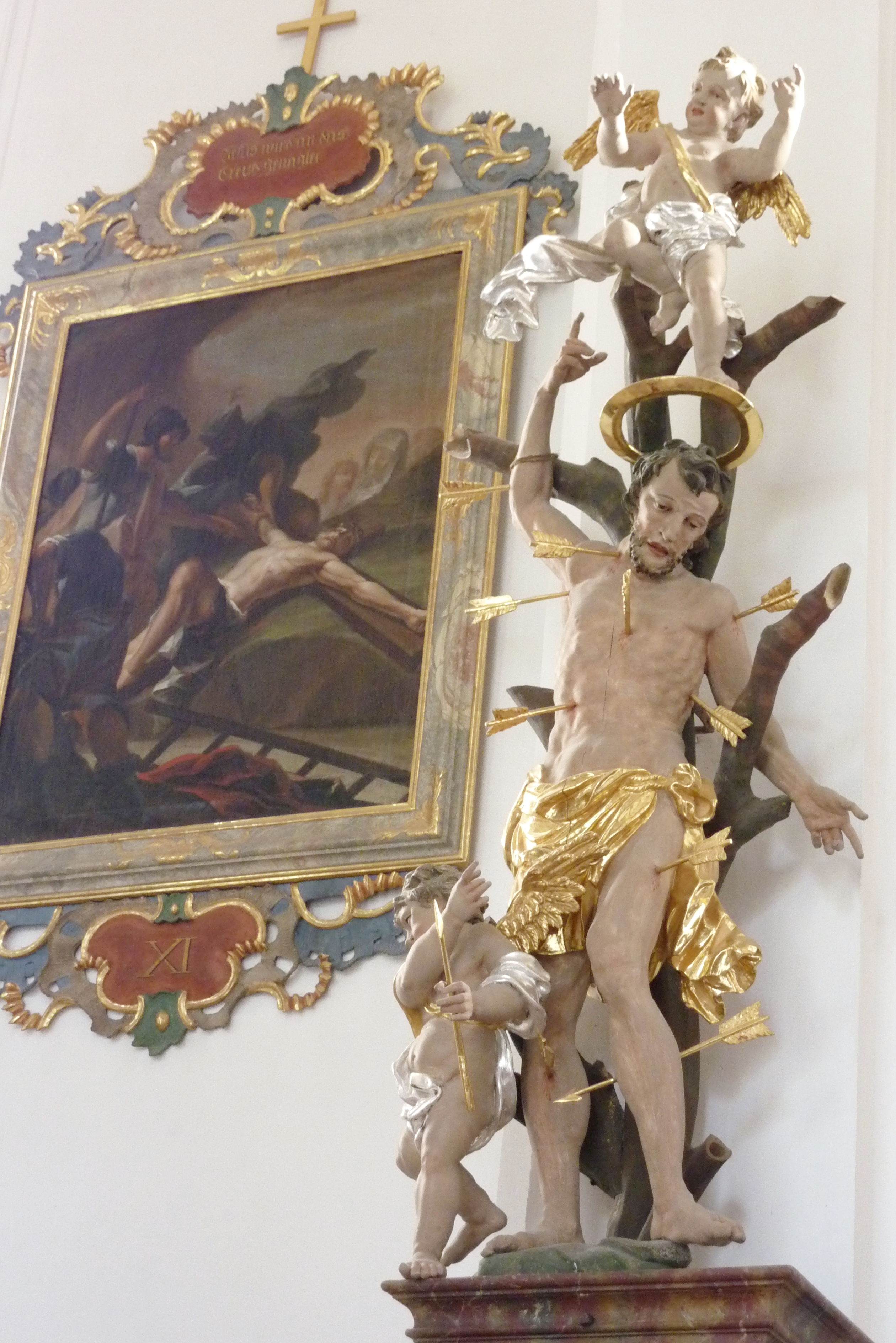
Heiliger Sebastian
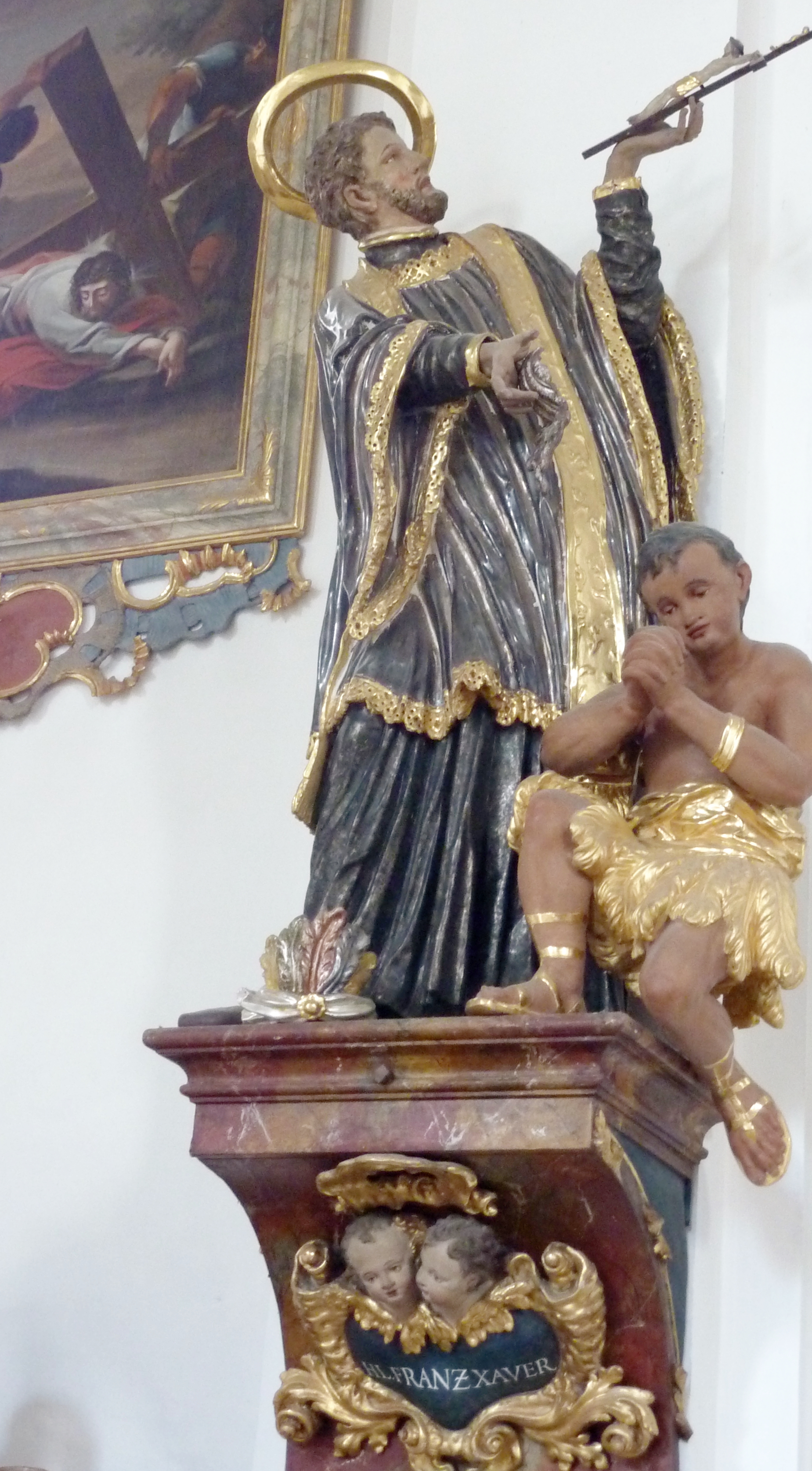
Franz Xaver
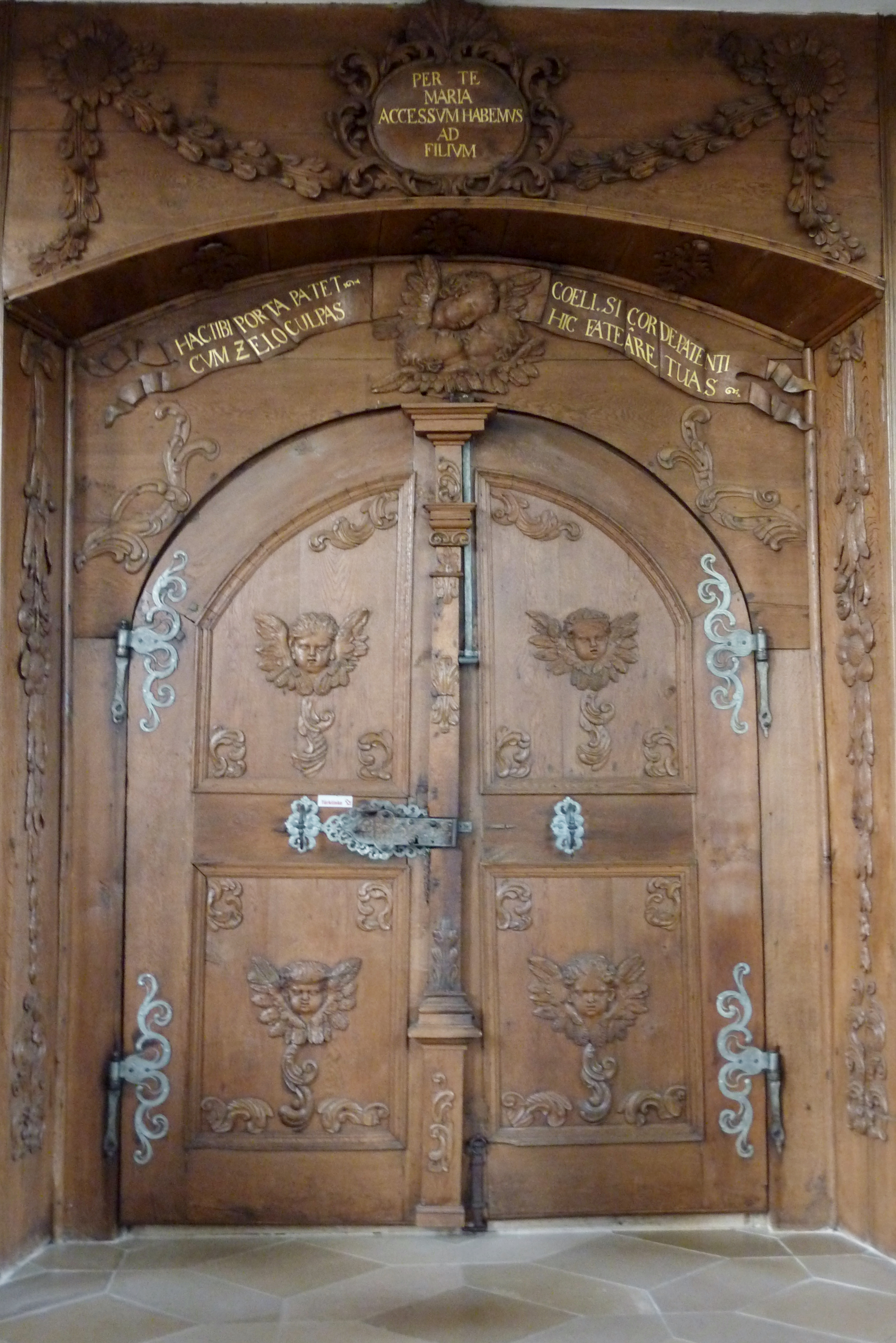
Tür des Westportals

## Orgel

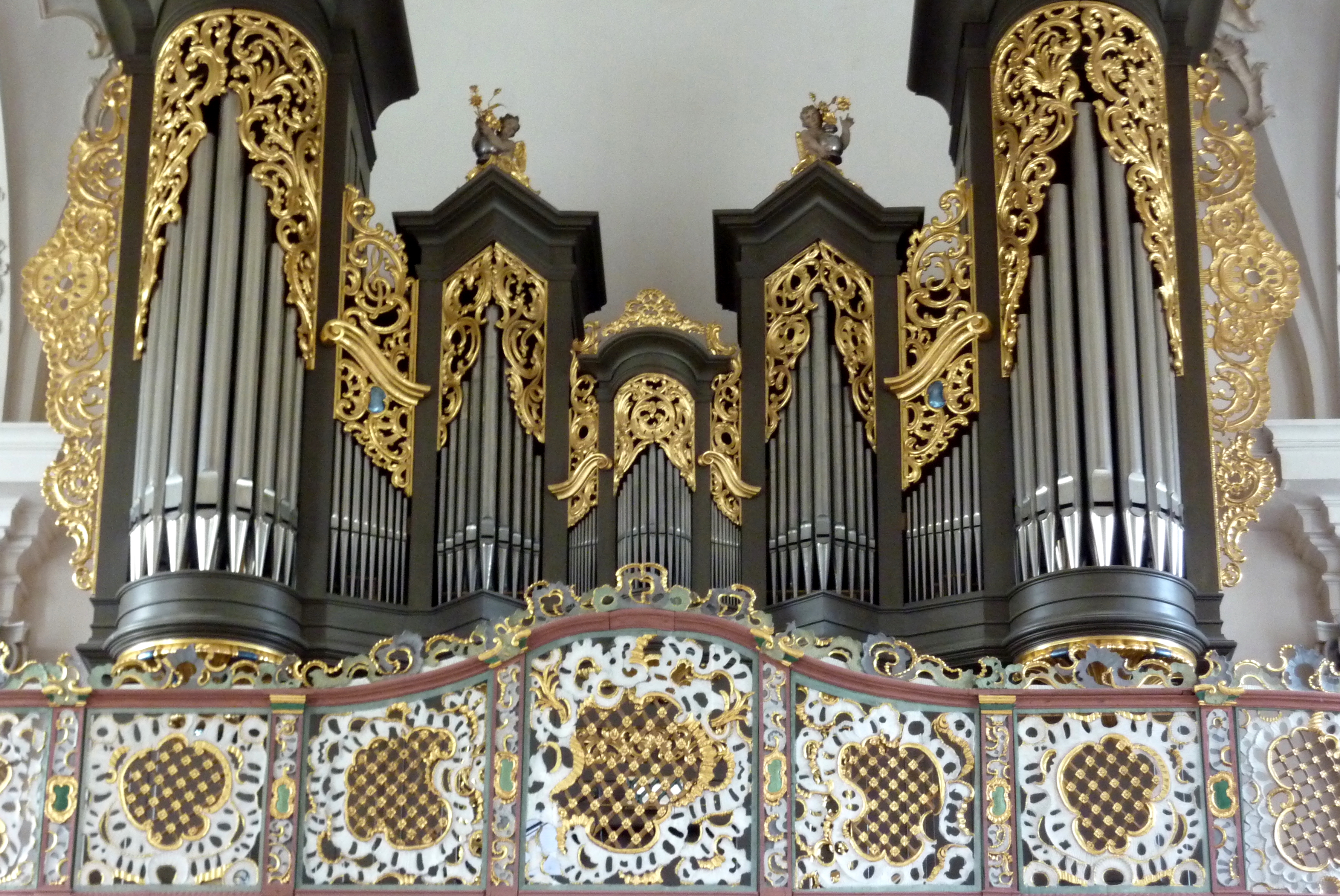
Orgel

Die Orgel mit 23 Registern auf zwei Manualen und Pedal wurde 1972 von der Orgelbaufirma Sandtner aus Dillingen an der Donau eingebaut. Dabei wurden Teile der alten Orgel aus dem Jahr 1781 wiederverwendet.
| I Positiv C–g3 |       |
| Copel          | 8′    |
| Holzquintade   | 8′    |
| Prestant       | 4′    |
| Holzflöte      | 4′    |
| Octav          | 2′    |
| Quint          | 1 ⁄3′ |
| Mixtur III     | 1′    |

| II Hauptwerk C–g3 |        |
| Principal         | 8′     |
| Spitzflöte        | 8′     |
| Octav             | 4′     |
| Rohrflöte         | 4′     |
| Nasard            | 2 ⁄3′  |
| Gemshorn          | 2′     |
| Terz              | 1 3⁄5′ |
| Rauschpfeife III  | 2 ⁄3′  |
| Scharff IV        | 1 ⁄3   |
| Trompete          | 8′     |
| Vox Humana        | 8′     |
| Tremulant         |        |

| Pedal C–f1  |     |
| Subbass     | 16′ |
| Oktavbass   | 08′ |
| Violoncello | 08′ |
| Choralbass  | 04′ |
| Fagott      | 16′ |

- Koppeln: II/I, I/P, II/P

## Geläut
Im Kirchturm hängt eine historische Glocke aus dem Jahr 1682, mit einem Durchmesser von 62 cm und einer Höhe von 72 cm. Sie wurde von Otto Sartor aus Kempten gegossen und trägt die Inschrift: vivat in eternum („Er lebe in Ewigkeit)“.